# Felix Adolf Schmal
Felix Adolf Schmal (n. 18 septembrie 1872, Dortmund, Imperiul German – d. 28 august 1919, Salzburg, Republica Austriacă) a fost un scrimer austriac, medaliat olimpic. A participat la o ediție a Jocurilor Olimpice (1896) în care a câștigat o medalie de aur și două medalii de bronz.